# Frühlingsstimmen (film, 1952)
Pour plus de détails, voir Fiche technique et Distribution.
Frühlingsstimmen (titre français : Les Voix du printemps) est un film autrichien réalisé par Hans Thimig sorti en 1952.

## Synopsis
Après la mort de leurs parents, les deux enfants mineurs Grete et Hans ont dû déménager à Vienne pour vivre avec leur tante Anna Böhm. Alors que Hans est admis à l'internat des Petits Chanteurs de Vienne, Grete, presque adulte, trouve un travail de couturière. Grâce à sa belle silhouette et sa capacité à se déplacer avec élégance, la jeune femme devient bientôt le mannequin d'un salon de mode et est autorisée à présenter des robes à des clientes bien nanties. Grete rencontre le pianiste quelque peu désinvolte Egon Pilz, qui, par vénération, lui offre une robe de soirée coûteuse, qu'il avait volée dans son salon de mode à l'insu de Grete.
Le vol est découvert et Grete est accusée. Elle perd son emploi. De même, le petit Hans, qui veut désespérément défendre sa grande sœur, est expulsé du chœur. Cependant, l'ancien gardien de l'internat Lukas croit en l'innocence du garçon blond chaleureux et s'avère être une bonne âme serviable. Il peut faire en sorte que Hans revienne parmi les Petits Chanteurs. Une place est libre, Grete est embauchée dans cet établissement : elle est autorisée à occuper un nouveau poste de couturière à l'internat.

## Fiche technique
- Titre original : Frühlingsstimmen
- Réalisation : Hans Thimig
- Scénario : Josef Kobliha, Max Mell
- Musique : Alfred Uhl
- Direction artistique : Felix Smetana
- Photographie : Herbert Thallmayer (de)
- Montage : Josef Juvancic
- Producteur : Rudolf Dillenz
- Société de production : Dillenz-Film
- Société de distribution : Allianz Filmverleih
- Pays de production :  Autriche
- Langue : allemand
- Format : Noir et blanc - 1,37:1 - Mono - 35 mm
- Genre : Drame
- Durée : 94 minutes
- Dates de sortie :
  - Autriche : 21 février 1952.
  - Allemagne de l'Ouest : 10 avril 1952.
  - France : 27 novembre 1953[1].

## Distribution
- Hans Jaray : le recteur des Petits Chanteurs de Vienne
- Paul Hörbiger : Lukas, maître de l'internat
- Senta Wengraf : Grete
- Fritz von Friedl (de) : Hans
- Susi Nicoletti : Rosi
- Christl Mardayn : Madame Hartmann
- Adrienne Gessner : la directrice
- Alma Seidler: Tante Anna Böhm
- Franz Marischka: Egon Pilz, pianiste
- Josef Kepplinger : Spielmann, le maître de chapelle
- Ilka Windish : une mannequin

ainsi que les Petits Chanteurs de Vienne

## Production
Frühlingsstimmen est tourné en 1951 dans les studios de Vienna-Sievering et Vienna-Grinzing ainsi qu'au Schlosstheater Schönbrunn, au palais Augarten et au Volksgarten viennois.